# Culoz-Béon
Culoz-Béon es una comuna francesa situada en el departamento de Ain, de la región de Auvernia-Ródano-Alpes. 

## Historia
Fue creada el 1 de enero de 2023, en aplicación de una resolución del prefecto de Ain del 22 de diciembre de 2023 con la unión de las comunas de Béon y Culoz, pasando a estar el ayuntamiento en la antigua comuna de Culoz.